# Langrend under vinter-OL 2022
Langrend under vinter-OL 2022 vil blive afholdt på Kuyangshu Nordic Center and Biathlon Center i Zhangjiakou, Kina.

## Medaljevindere

### Medaljevindere efter land
| Rank              | Nation                    | Guld | Sølv | Bronze | Total |
| ----------------- | ------------------------- | ---- | ---- | ------ | ----- |
| 1                 | Norge                     | 5    | 1    | 2      | 8     |
| 2                 | Ruslands Olympiske Komité | 4    | 4    | 3      | 11    |
| 3                 | Finland                   | 1    | 2    | 3      | 6     |
| 4                 | Sverige                   | 1    | 2    | 1      | 4     |
| 5                 | Tyskland                  | 1    | 1    | 0      | 2     |
| 6                 | USA                       | 0    | 1    | 1      | 2     |
| 7                 | Italien                   | 0    | 1    | 0      | 1     |
| 8                 | Østrig                    | 0    | 0    | 1      | 1     |
| 8                 | Frankrig                  | 0    | 0    | 1      | 1     |
| Total (9 nations) | Total (9 nations)         | 12   | 12   | 12     | 36    |

### Herrer
| Event                   | Guld | Guld      | Sølv                                                                                     | Sølv      | Bronze                                                                              | Bronze    |
| ----------------------- | --- | --------- | ---------------------------------------------------------------------------------------- | --------- | ----------------------------------------------------------------------------------- | --------- |
| 15 kilometer klassisk   | Iivo Niskanen · Finland                                                                                      | 37:54.8   | Alexander Bolshunov · Ruslands Olympiske Komité                                          | 38:18.0   | Johannes Høsflot Klæbo · Norge                                                      | 38:32.3   |
| 30 kilometer skiathlon  | Alexander Bolshunov · Ruslands Olympiske Komité                                                              | 1:16:09.8 | Denis Spitsov · Ruslands Olympiske Komité                                                | 1:17:20.8 | Iivo Niskanen · Finland                                                             | 1:18:10.0 |
| 50 kilometer fristil    | Alexander Bolshunov · Ruslands Olympiske Komité                                                              | 1:11:32.7 | Ivan Yakimushkin · Ruslands Olympiske Komité                                             | 1:11:38.2 | Simen Hegstad Krüger · Norge                                                        | 1:11:39.7 |
| 4 x 10 kilometer stafet | Ruslands Olympiske Komité (ROC) · Aleksey Chervotkin · Alexander Bolshunov · Denis Spitsov · Sergey Ustiugov | 1:54:50.7 | Norge (NOR) · Emil Iversen · Pål Golberg · Hans Christer Holund · Johannes Høsflot Klæbo | 1:55:57.9 | Frankrig (FRA) · Richard Jouve · Hugo Lapalus · Clément Parisse · Maurice Manificat | 1:56:07.1 |
| Sprint                  | Johannes Høsflot Klæbo · Norge                                                                               | 2:58.06   | Federico Pellegrino · Italien                                                            | 2:58.32   | Alexander Terentyev · Ruslands Olympiske Komité                                     | 2:59.37   |
| Holdsprint              | Norge (NOR) · Erik Valnes · Johannes Høsflot Klæbo                                                           | 19:22.99  | Finland (FIN) · Iivo Niskanen · Joni Mäki                                                | 19:25.45  | Ruslands Olympiske Komité (ROC) · Alexander Bolshunov · Alexander Terentyev         | 19:27.28  |

### Damer
| Event                  | Guld                                                                                                 | Guld      | Sølv                                                                            | Sølv      | Bronze                                                                      | Bronze    |
| ---------------------- | --- | --------- | ------------------------------------------------------------------------------- | --------- | --------------------------------------------------------------------------- | --------- |
| 10 kilometer klassisk  | Therese Johaug · Norge                                                                               | 28:06.3   | Kerttu Niskanen · Finland                                                       | 28:06.7   | Krista Pärmäkoski · Finland                                                 | 28:37.8   |
| 15 kilometer skiathlon | Therese Johaug · Norge                                                                               | 44:13.7   | Natalya Nepryayeva · Ruslands Olympiske Komité                                  | 44:43.9   | Teresa Stadlober · Østrig                                                   | 44:44.2   |
| 30 kilometer fristil   | Therese Johaug · Norge                                                                               | 1:24:54.0 | Jessie Diggins · USA                                                            | 1:26:37.3 | Kerttu Niskanen · Finland                                                   | 1:27:27.3 |
| 4×5 kilometer stafet   | Ruslands Olympiske Komité · Yuliya Stupak · Natalya Nepryayeva · Tatiana Sorina · Veronika Stepanova | 53:41.0   | Tyskland · Katherine Sauerbrey · Katharina Hennig · Victoria Carl · Sofie Krehl | 53:59.2   | Sverige · Maja Dahlqvist · Ebba Andersson · Frida Karlsson · Jonna Sundling | 54:01.7   |
| Sprint                 | Jonna Sundling · Sverige                                                                             | 3:09.68   | Maja Dahlqvist · Sverige                                                        | 3:12.56   | Jessie Diggins · USA                                                        | 3:12.84   |
| Holdsprint             | Tyskland (GER) · Katharina Hennig · Victoria Carl                                                    | 22:09.85  | Sverige (SWE) · Maja Dahlqvist · Jonna Sundling                                 | 22:10.02  | Ruslands Olympiske Komité (ROC) · Yuliya Stupak · Natalya Nepryayeva        | 22:10.56  |